# Guidonia glomerata
Guidonia glomerata là một loài thực vật có hoa trong họ Liễu. Loài này được (Roxb.) Kurz mô tả khoa học đầu tiên năm 1877.